# Яникиан, Могуч Сергеевич
Могуч (Мокуч) Сергеевич Яникиан (Яникян) (10 мая 1900, с. Ходорчур, Османская империя — 24 сентября 1982) — советский медик, кандидат медицинских наук, ректор Дагестанского медицинского института (1943—1947).

## Биография
Родился 10 мая 1900 года в Османской империи в селении Ходорчур в крестьянской семье. Отец, работая хлебопекарем, выезжал на заработки в Российскую империю. До 1911 года он работает по найму у хозяев, а когда у него появляется своя пекарня в станице Великокняжеской Донской области, он перевозит туда всю семью. В 1912 году Яникиан перебирается в Российскую империю. В том же 1913 году он поступает на учёбу в ейское училище в Кубанской области, в 1916 году возвращается в станицу Великокняжеское. В 1918 году его семья переезжает в Краснодар и ему не удается получить среднее образование. В апреле 1920 года он добровольно вступает в ряды Красной Армии, участвует в походах против белогвардейцев, в том числе банды Нажмудина Гоцинского в Дагестане. В марте-апреле 1921 года Яникиан был переведен из крепости Хунзах в Ботлих для организации Андийского окружного комиссариата продовольствия, где работал начальником отдела заготовок, откуда по собственному желанию уволился для продолжения учёбы. В мае 1921 года он демобилизуется, в августе поступает на медицинский факультет Краснодарского университета и в числе 20 студентов командируется на 1 курс медицинского факультета Астраханского госуниверситета. В 1922 году он перевелся в Ростов-на-Дону на медицинский факультет Северо-Кавказского госуниверситета. В 1926 году по окончании учёбы его направляют на работу в Дагестанскую АССР, также он в течение года проходит общеврачебную стажировку в Нахичеванской пролетарской больнице (Ростов-на-Дону), после чего прибывает в распоряжение Народного комиссариата здравоохранения Дагестанской АССР и в декабре 1927 года назначается на должность заведующего сельским врачебным участком в селе Кая Лакского района. В июне 1928 года его переводят в селение Хунзах Аварского округа на должность окружного врача и заведующего окружной больницей. В августе 1929 года по ходатайству лакских районных организаций он вновь переводится в Лакский район на должность инспектора здравоохранения и заведующего райбольницей села Кумух, где работал до 1933 года, за 4 года работы в Кумухе он был на курсах усовершенствования врачей по хирургии в Ленинграде. В ноябре 1933 года Яникиан Наркомздравом Дагестанской АССР командирован в Москву для поступления в аспирантуру по хирургии. В январе 1934 года он зачисляется в аспирантуру при кафедре госпитальной хирургии Первого Московского мединститута, а по окончании аспирантуры в 1937 году Народный комиссариат здравоохранения РСФСР направляет его в распоряжение Дагестанского медицинского института. Здесь его зачисляют на должность ассистента кафедры госпитальной хирургии, затем доцента той же кафедры и кафедры травматологии и ортопедии. В июле 1937 года назначается заместителем главврача Центральной клинической больницы Махачкалы, а в декабре 1937 года он становится главврачом. В апреле 1941 года Яникиан был назначен Наркомом здравоохранения Дагестанской АССР. После начала Великой Отечественной войны перед ним возникла проблема, при которой он был вынужден перестраивать всю систему организации медико-санитарного и противоэпидемиологического обеспечения, а также медицинского образования. В январе 1943 года он был назначен директором Дагестанского медицинского института. В июне 1947 года Яникиан был освобожден от обязанностей директора мединститута в связи с работой над кандидатской диссертацией. В мае 1951 года в Первом Московском медицинском институте он защитил кандидатскую диссертацию на тему: «Рак прямой кишки и его хирургическое лечение», ему присуждена учёная степень кандидата медицинских наук. В сентябре 1951 года он утвержден в должности доцента кафедры по курсу военно-полевой хирургии, а в декабре – в звании доцента по кафедре хирургии мединститута. Яникианом выполнено более 30 научных работ, в основном они посвящены изучению особенностей распространения эндемического зоба и его профилактике в Дагестане, а также онкологии. 24 сентября 1982 года после продолжительной болезни Яникиан ушёл из жизни.

## Труды
- «Показания к хирургическому лечению эндемического зоба»;
- «К лечению ожогового шока»;
- «К вопросу о тактике хирурга при желудочно-кишечных кровотечениях»;
- «Диагностика и лечение рака прямой кишки»;
- «Зоб в Дагестане».

## Награды и звания
- кандидат медицинских наук;
- Заслуженный врач Дагестанской АССР;
- Заслуженный врач РСФСР;
- Значок «Отличнику здравоохранения» (СССР);
- Орден Трудового Красного Знамени;
- Медаль «За оборону Кавказа»;
- Медаль «За доблестный труд в Великой Отечественной войне 1941-1945 гг.»;
- медаль «За боевые заслуги»;